# 化物年中行状記
『化物年中行状記』（ばけものねんじゅうぎょうじょうき）は、1796年（寛政8年）蔦屋重三郎（耕書堂）から出版された、十返舎一九の作（画も一九の筆）による黄表紙である。十返舎一九が妖怪を取扱った草双紙作品の最も初期のものの一つである。
のちに十返舎一九自身によるリメイク作品『妖怪一年草』（1808年）がある。内容や描かれる妖怪には異同がある。

## 概要
人間世界の年中行事と似ているが価値観の違いによって内容が変わっていたりする妖怪（ばけもの）世界の様子という設定で、行事ごとに場面を区切って描写している。内容の錯誤や変転が主な笑いの要素である。
- 正月の挨拶は「化けましては良い春でござります」。
- 四月に見越し入道の先祖「おさかさま」を祝う（花祭りのおしゃかさまのもじり）。
- 六月の川涼みには狐たちが花火を売ったり見せたりする。
- お盆には先祖代々の幽霊たちが瓜や茄子の牛馬に乗ってやって来て、実際に逗留してゆく。
- 十月に相撲が開催される。

## 世界観
冒頭には「人を脅すのなんのといふ事はなく、とんと別に世界をたてて、おのれおのれが家業を大切に勤め、おとなしく暮らしける。」という世界設定が描かれており、人間たちの世界とは別の世界であるということが明確にされている。